# FC Rot-Weiß Erfurt
Der FC Rot-Weiß Erfurt ist ein Fußballverein in der thüringischen Landeshauptstadt Erfurt. Am 26. Januar 1966 erfolgte die Gründung des Vereins unter dem heutigen Namen. Es vereinigten sich die Fußballabteilungen des SC Turbine Erfurt und der BSG Motor Optima Erfurt zum FC Rot-Weiß Erfurt.
In der letzten Saison der DDR-Oberliga erreichten die Erfurter den dritten Tabellenplatz. Sie qualifizierten sich damit für die 2. Bundesliga und den UEFA-Pokal. Nach Abstieg, Wiederaufstieg 2004 und erneutem Abstieg spielte der Verein, der nach der Wende zehnmal den Thüringer Landespokal gewann, bis 2018 in der 3. Liga und nahm bis zu diesem Zeitpunkt als einzige Mannschaft an allen Spielzeiten der 3. Liga teil. Aus dem Verein gingen einige Nationalspieler wie Jürgen Heun, Marco Engelhardt, Thomas Linke oder Clemens Fritz hervor.
Ende Januar 2020 stellte die erste Mannschaft mit sofortiger Wirkung den Spielbetrieb ein. Grund hierfür war die Insolvenz des Vereins. Zur Saison 2020/21 wurde der Spielbetrieb in der fünftklassigen Oberliga Nordost wieder aufgenommen. In der Saison 2021/22 gelang der Aufstieg in die Regionalliga Nordost, wo der Verein seitdem spielt.

## Geschichte

### Vorgeschichte bis zur Gründung des FC Rot-Weiß

Logo des SC Erfurt 1895 (1895–1945)

Erste Wurzeln des Fußballs in Erfurt liegen bei dem am 25. Mai 1895 gegründeten Cricket Club Erfurt, der ein Jahr später in SC Erfurt 1895 umbenannt wurde. Der SC Erfurt war 1900 Gründungsmitglied des DFB und ein Pionier der Fußballbewegung im Thüringer Raum. 1904 trat der Verein dem Verband Mitteldeutscher Ballspiel-Vereine (VMBV) bei. Die Mitgliederzahl stieg von 50 im Jahr 1900 auf 419 im Jahr 1914 und erreichte Anfang der 1920er Jahre die 1000er-Marke. 1927 war der SC Erfurt mit 1256 Mitgliedern der zweitgrößte Verein im VMBV. Der Verein trug seine Spiele hauptsächlich im Sportpark Cyriaksburg auf dem heutigen egapark-Gelände aus. Der Sportplatz verfügte über eine Holztribüne mit 600 Sitzplätzen.
Der im Jahr 1904 gegründete FC Britannia Erfurt war später ebenfalls für die Entstehung des späteren Fußballclubs von Bedeutung. Der Verein wurde während des Ersten Weltkrieges wegen der Feindschaft zu Großbritannien im Jahre 1915 in VfB Erfurt umbenannt. Spielstätte des Vereins war der ehemalige Sportplatz „Am Franzosenlager“ am Johannesplatz.
Als nach dem Zweiten Weltkrieg aufgrund der Direktive Nr. 23 des Alliierten Kontrollrats der Besatzungsmächte alle Sportvereine zum 1. Januar 1946 aufgelöst werden mussten und Sportverkehr nur noch auf Stadt- oder Kreisebene gestattet wurde, entstanden in Erfurt mehrere locker organisierte Sportgemeinschaften. Die SG Erfurt-West setzte sich zum kleinen Teil aus Spielern der aufgelösten ehemaligen Vereine SC Erfurt und VfB Erfurt zusammen. Die Spiele wurden im Sportpark Cyriaksburg ausgetragen.
Die SG wurde 1949 in Fortuna und nach Einführung des Systems der Betriebssportgemeinschaften (BSG) in BSG KWU (1950) und BSG Turbine (1951) umbenannt. Im November 1954, mitten in der zweiten Meisterschaftssaison, errichtete die Sportvereinigung Turbine ihr DDR-Leistungszentrum in Erfurt und die Betriebssportgemeinschaft wurde zum SC Turbine Erfurt. Am 26. Januar 1966 wurde die Fußballabteilung, im Rahmen einer Neuordnung des DDR-Fußballs, unter dem Namen FC Rot-Weiß Erfurt eigenständig. Ziel der Umstrukturierung war die Gründung reiner Fußballclubs, um das Niveau der DDR-Oberliga zu heben. So vereinigten sich die Fußballabteilungen des SC Turbine Erfurt und der BSG Motor Optima Erfurt zum FC Rot-Weiß Erfurt, während der Sportclub und die BSG und ihre anderen Sektionen weiter existierten. Nachdem der Klub zwei Spiele vor der offiziellen Gründung im Januar als FC Erfurt angetreten war, setzte letztlich Adolf Wicklein, der unter anderen für Sport zuständige 2. Sekretär der SED-Bezirksleitung, den Namen FC Rot-Weiß unter Hinweis auf das Aufgreifen der Erfurter Stadtfarben durch.

### Sportlicher Werdegang

#### Die Anfänge des Erfurter Fußballs – SC Erfurt und VfB Erfurt
Das erste Fußballspiel des SC Erfurt fand 1895, im Jahr der Vereinsgründung, statt und wurde gegen den TV 1860 Gotha mit 0:2 verloren. Zwischen 1903 und 1910 war der Verein der führende Club im Thüringer Raum und gewann in diesen Jahren regelmäßig die Gaumeisterschaft von Thüringen, obwohl die Stadt Erfurt politisch nicht zum Land Thüringen gehörte. 1908 spielte der SC Erfurt erstmals in der Endrunde um die mitteldeutsche Meisterschaft und konnte diese ein Jahr später gewinnen. Nach einem 7:2 im Halbfinale gegen den Dresdner SC besiegte die Mannschaft im Finale den Halleschen FC 96 mit 5:4. Mit diesem Sieg war der SC Erfurt für die Endrunde um die deutsche Meisterschaft qualifiziert und besiegte dort im Viertelfinale den SC Alemannia Cottbus mit 4:3. Im Halbfinale unterlag der Verein gegen den späteren Deutschen Meister Phönix Karlsruhe deutlich mit 1:9. In der folgenden Saison erreichte der Verein erneut das Finale um die mitteldeutsche Meisterschaft und unterlag dort dem VfB Leipzig mit 1:4. 1910 und 1911 schieden die Erfurter jeweils im Halbfinale gegen Wacker Halle aus. In den folgenden Jahren nahm der Verein insgesamt noch achtmal an der Endrunde um die mitteldeutsche Meisterschaft teil, konnte seinen Erfolg von 1909 jedoch nicht wiederholen. Zwei Halbfinalteilnahmen in den Jahren 1917 und 1919 sollten die größten Erfolge bleiben. 1933 qualifizierten sich die Erfurter für die neu gegründete Gauliga Mitte, damals die höchste deutsche Spielklasse. 1936 stieg der SC Erfurt aus der Gauliga ab, schaffte aber den sofortigen Wiederaufstieg. Nach dem erneuten Abstieg 1938 dauerte es zwei Jahre bis zur Rückkehr in die oberste Spielklasse, der die Erfurter dann bis zur Einstellung des Spielbetriebes 1944 angehörten. Insgesamt konnte der Verein in der Gauliga nicht an die Erfolge seiner frühen Geschichte anknüpfen und verlor sogar die Vormachtstellung in der Stadt, die mittlerweile der VfB Erfurt und die SpVgg Erfurt innehatten.
Der Werdegang des VfB Erfurt verlief im Schatten des SC 95. Ab 1919 spielte der Verein in der Kreisliga Thüringen, der damals höchsten Spielklasse. Ab 1923 wurde die Kreisliga Thüringen aufgelöst und der VFB kam in die Gauliga Nordthüringen und wurde in der Saison 1927/28 Gaumeister. Das war der größte Erfolg der Vereinsgeschichte. Der SC 95 konnte diesen Titel insgesamt zehnmal erringen. In den Folgejahren rutschte der VfB Erfurt immer weiter ab und spielte bis zum Verbot 1945 lediglich zweit- oder drittklassig.

#### 1946 bis 1965 – Turbine Erfurt
| Liga     | Saison  | Platz | Punkte | Tore  | Diff. | Zuschauer |
| -------- | ------- | ----- | ------ | ----- | ----- | --------- |
| Oberliga | 1949/50 | 04.   | 35:17  | 58:30 | +20   | 13.115    |
| Oberliga | 1950/51 | 02.   | 50:18  | 80:37 | +43   | 19.235    |
| Oberliga | 1951/52 | 08.   | 39:33  | 58:47 | +11   | 11.330    |
| Oberliga | 1952/53 | 07.   | 34:30  | 51:44 | +07   | 13.350    |
| Oberliga | 1953/54 | 01.   | 39:17  | 58:36 | +22   | 22.714    |
| Oberliga | 1954/55 | 01.   | 34:18  | 58:25 | +33   | 20.692    |
| Oberliga | 1955    | 08.   | 13:13  | 16:18 | −02   | 11.930    |
| Oberliga | 1956    | 12.   | 21:31  | 36:38 | −02   | 16.538    |
| Oberliga | 1957    | 06.   | 27:25  | 37:33 | +04   | 11.692    |
| Oberliga | 1958    | 11.   | 22:30  | 33:44 | −11   | 10.923    |
| Oberliga | 1959    | 13.   | 18:34  | 27:45 | −18   | 12.192    |
| Liga     | 1960    | 01.   | 39:13  | 66:25 | +41   | 10.000    |
| Oberliga | 1961/62 | 10.   | 35:43  | 66:69 | −03   | 09.675    |
| Oberliga | 1962/63 | 08.   | 24:28  | 45:45 | 0     | 10.461    |
| Oberliga | 1963/64 | 14.   | 21:31  | 23:38 | −15   | 12.076    |
| Liga     | 1964/65 | 01.   | 42:18  | 53:26 | +27   | 05.650    |

Logo der BSG KWU Erfurt (1950–1951)

Im Sommer 1946 wurde der Spielbetrieb auf Kreisebene in Erfurt wieder aufgenommen. Ehemalige Spieler der beiden Vereine SC 95 und VfB sowie weitere Fußballbegeisterte trafen sich am Sportpark Cyriaksburg. Es fand eine komplette Neugründung unter dem Namen SG Erfurt-West statt. Die Spiele fanden zunächst im Sportpark Cyriaksburg statt. Erst ab 1948 wurde im Steigerwaldstadion, dem damaligen Georgij-Dimitroff-Stadion, gespielt.
Nach dem Gewinn der Thüringer Meisterschaft 1949 gegen die SG Altenburg-Nord nahm die SG Fortuna an der Endrunde um die Ostzonenmeisterschaft teil. Nach Siegen gegen die SG Wismar-Süd (10:0) und SG Meerane (4:3 n. V.) erreichten die Erfurter das Finale, unterlagen dort aber vor 50.000 Zuschauern im Dresdner Stadion am Ostragehege gegen ZSG Union Halle mit 1:4. Als 1949er Finalist waren die Erfurter eine von 14 Gründungsmitgliedern der ostdeutschen Zonenliga, die als DDR-Oberliga später die höchste Spielklasse im DDR-Fußball war, und erreichten in der ersten Saison 1949/50 als BSG KWU einen achtbaren vierten Platz. Am 30. September 1950 standen die Erfurter im Finale um den FDGB-Pokal, wo sie der BSG Eisenhüttenwerk Thale mit 0:4 unterlagen. In der Saison 1950/51 stand die BSG Turbine am Ende punktgleich mit der BSG Chemie Leipzig an der Tabellenspitze. Zwar hatten die Erfurter das bessere Torverhältnis, dies spielte aber damals noch keine Rolle. So musste ein Endspiel der beiden Tabellenführenden über die DDR-Meisterschaft entscheiden. Das Spiel fand am 20. Mai 1951 im Chemnitzer Ernst-Thälmann-Stadion vor der Rekordkulisse von 60.000 Zuschauern statt. Doch auch im dritten Finale innerhalb von nur drei Jahren verloren die Thüringer unglücklich mit 0:2.

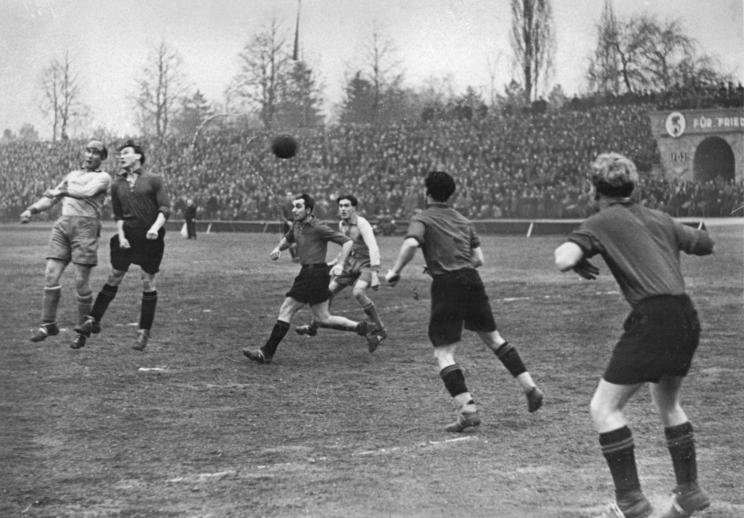
KWU Erfurt – Motor Dessau,
März 1951 (1:2)

Die erfolgreichsten Zeiten erlebte der Club in den folgenden Jahren unter Trainer Hans Carl. Mit Kapitän und Spielgestalter Helmut Nordhaus sowie mehreren Nationalspielern wie Gerhard Franke und Georg Rosbigalle gelang den Erfurtern 1954 und 1955 zweimal hintereinander der Titelgewinn. Treffsicherster Spieler dieser Zeit war Stürmer Siegfried Vollrath. 1954 wurde er gemeinsam mit Heinz Satrapa von Wismut Aue mit 21 Toren Torschützenkönig der DDR-Oberliga. Auch am zweiten Meistertitel hatte er gewichtigen Anteil, als er in 20 Spielen 16 Tore erzielte. Weitere Erfolgsgaranten waren die Abwehr der Thüringer sowie Torhüter Rolf Jahn. In beiden Meisterjahren ließen die Erfurter die wenigsten Gegentore aller Mannschaften der DDR-Oberliga zu.
Den ersten Meistertitel von 1954 holte folgende Stammelf mit einem Durchschnittsalter von 25,2 Jahren:
Heinz Grünbeck (24 Spiele/25 Jahre) – Wilhelm Hoffmeyer (28/29), Helmut Nordhaus (28/31), Gerhard Franke (27/20) – Karl-Heinz Löffler (20/26), Jochen Müller (28/28) – Lothar Weise (25/19), Georg Rosbigalle (26/27), Siegfried Vollrath (28/25), Rudolf Hermsdorf (25/27), Konrad Wallroth (23/20)
An die großen Erfolge konnte Turbine Erfurt in den folgenden Jahren nicht mehr anknüpfen. Trainer Hans Carl verließ die DDR in Richtung Hessen und trainierte dort in der Folgezeit den KSV Hessen Kassel und mehrere wichtige Spieler der Meistermannschaften beendeten ihre Karriere, sodass die Erfurter 1959 erstmals in die zweitklassige DDR-Liga abstiegen. Nach dem sofortigen Wiederaufstieg spielten die Erfurter bis 1964 wieder erstklassig, bevor sie erneut ab- und sofort wieder aufstiegen.

#### 1966 bis 1990 – FC Rot-Weiß Erfurt in der DDR-Oberliga
| Liga     | Saison  | Platz | Punkte | Tore  | Diff. | Zuschauer |
| -------- | ------- | ----- | ------ | ----- | ----- | --------- |
| Oberliga | 1965/66 | 13.   | 19:33  | 26:42 | −16   | 09.462    |
| Liga     | 1966/67 | 01.   | 41:19  | 62:21 | +41   | 06.407    |
| Oberliga | 1967/68 | 09.   | 23:29  | 34:39 | −05   | 14.646    |
| Oberliga | 1968/69 | 08.   | 25:27  | 32:27 | +05   | 09.538    |
| Oberliga | 1969/70 | 09.   | 24:28  | 32:40 | −08   | 09.500    |
| Oberliga | 1970/71 | 13.   | 21:31  | 28:44 | −16   | 11.308    |
| Liga     | 1971/72 | 01.   | 40:4   | 87:14 | +73   | 05.918    |
| Oberliga | 1972/73 | 12.   | 19:33  | 37:56 | −19   | 08.846    |
| Oberliga | 1973/74 | 12.   | 19:33  | 27:39 | −12   | 11.231    |
| Oberliga | 1974/75 | 09.   | 23:29  | 37:42 | −05   | 11.577    |
| Oberliga | 1975/76 | 07.   | 26:26  | 44:36 | +08   | 11.962    |
| Oberliga | 1976/77 | 06.   | 25:27  | 27:35 | −08   | 13.000    |
| Oberliga | 1977/78 | 09.   | 23:29  | 23:35 | −12   | 07.538    |
| Oberliga | 1978/79 | 07.   | 22:28  | 37:46 | −09   | 10.760    |
| Oberliga | 1979/80 | 12.   | 18:34  | 33:38 | −05   | 10.846    |
| Oberliga | 1980/81 | 07.   | 27:25  | 37:49 | −12   | 12.962    |
| Oberliga | 1981/82 | 07.   | 28:24  | 55:44 | +11   | 14.615    |
| Oberliga | 1982/83 | 05.   | 31:21  | 45:37 | +08   | 15.423    |
| Oberliga | 1983/84 | 07.   | 28:24  | 36:39 | −03   | 12.808    |
| Oberliga | 1984/85 | 06.   | 30:22  | 47:29 | +18   | 11.692    |
| Oberliga | 1985/86 | 10.   | 24:28  | 41:34 | +07   | 11.769    |
| Oberliga | 1986/87 | 07.   | 24:28  | 33:33 | 0     | 08.731    |
| Oberliga | 1987/88 | 12.   | 21:31  | 40:49 | −09   | 07.577    |
| Oberliga | 1988/89 | 12.   | 21:31  | 27:39 | −12   | 08.038    |
| Oberliga | 1989/90 | 11.   | 19:33  | 29:40 | −11   | 05.504    |
| Oberliga | 1990/91 | 03.   | 31:21  | 30:26 | +04   | 06.815    |

Logo des FC Rot-Weiß Erfurt (1966–1970)

Logo des FC Rot-Weiß Erfurt (1971–1984)

Ausgerechnet im Jahr der Fußballclubgründung 1966 stieg die Mannschaft erneut in die DDR-Liga ab. Auch diesmal gelang der sofortige Wiederaufstieg, genau wie nach dem letzten Abstieg des Clubs aus der DDR-Oberliga in der Saison 1970/71. In den 1970er Jahren arbeitete sich Rot-Weiß von den Abstiegsplätzen auf stabile Mittelfeldplätze in der Abschlusstabelle hoch. Prominente Spieler dieser Zeit waren Stürmer Horst Weißhaupt, Torwart Wolfgang Benkert, der aufstrebende Jürgen Heun und Nationalspieler Rüdiger Schnuphase.
Im FDGB-Pokal 1979/80 kam es zu einem dramatischen Pokalfinale gegen den Thüringer Rivalen FC Carl Zeiss Jena. Durch den Treffer von Armin Romstedt führte Erfurt bis zehn Minuten vor dem Ende, ehe Jürgen Raab den Ausgleich für die Jenaer erzielte. In der Verlängerung behielt Jena schließlich mit 3:1 die Oberhand und gewann den Pokal. In den folgenden Spielzeiten machten sich die Erfurter Hoffnungen, endlich den Einzug in den Europapokal zu schaffen.
In der Saison 1982/83 erreichte der RWE unter Trainer Siegmar Menz den fünften Platz und verpasste nur aufgrund des schlechteren Torverhältnisses gegenüber dem 1. FC Lokomotive Leipzig die internationale Teilnahme. Auf ebendiese hofften die Erfurter, als 1985 der Jenaer Erfolgstrainer Hans Meyer nach Erfurt kam und den ehemaligen Erfurter Rüdiger Schnuphase mitbrachte. Doch auch Meyer gelang es nicht, Erfurt aus dem Mittelmaß herauszuführen, so dass das Erreichen des Intertoto-Cups das Maximum für Rot-Weiß blieb. Dort konnten die Thüringer allerdings in mehreren Spielen überzeugen und schlugen beispielsweise Fortuna Düsseldorf mit 6:1 und 3:0 sowie den holländischen Vertreter FC Twente Enschede mit 4:0.

#### 1990 bis 1992 – UEFA-Pokal und 2. Bundesliga

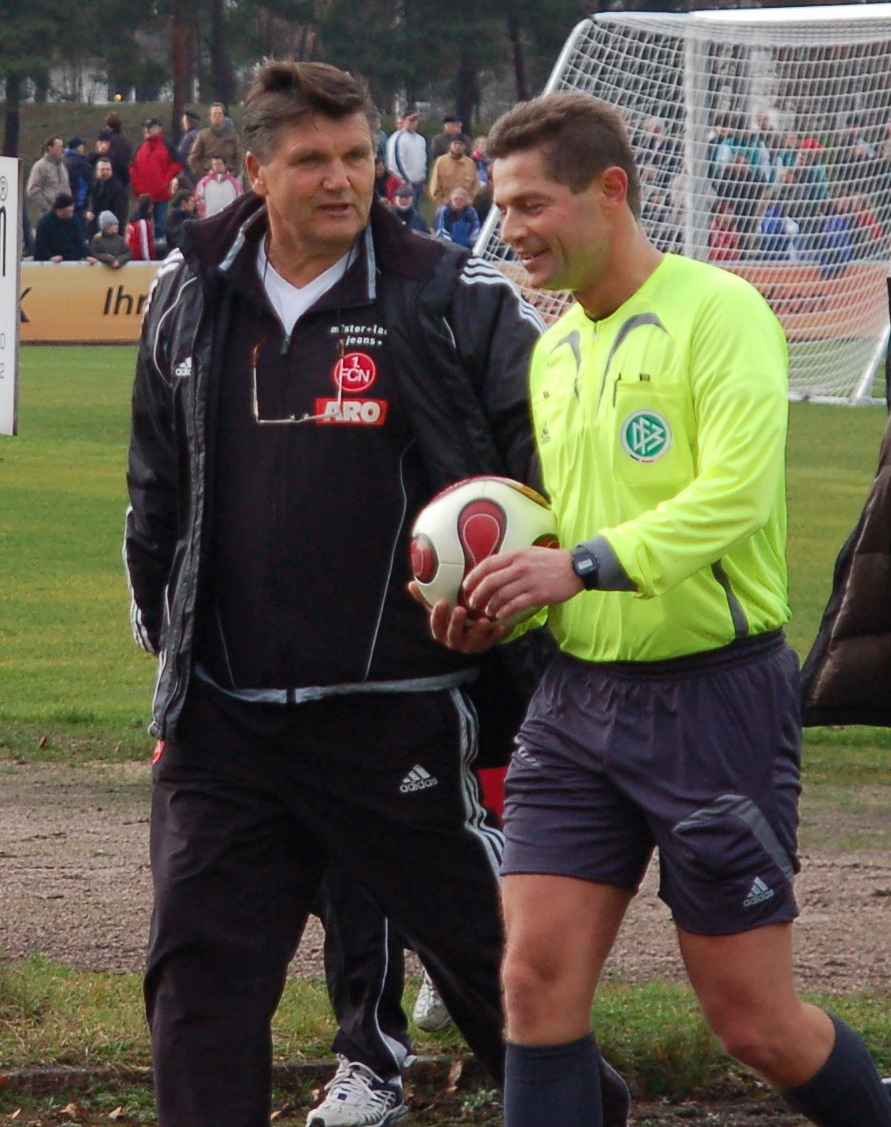
Auch Hans Meyer (links) konnte die Erfurter nicht aus dem Mittelmaß hinausführen

Die erfolgreichste Saison der Rot-Weißen war ausgerechnet die letzte Saison der DDR-Oberliga 1990/91. Obwohl der Verein ohne große Illusionen in die Saison gestartet war, stand am Ende der dritte Tabellenplatz und somit die direkte Qualifikation für die 2. Bundesliga und der Einzug in den UEFA-Pokal. Das letzte Oberligator des Vereins erzielte Zbigniew Fabinski am 25. Mai 1991 beim 2:1 gegen den BSV Stahl Brandenburg, nachdem zuvor Frank Dünger den Ausgleich für die Erfurter erzielte. Am Ende fehlte sogar nur ein Punkt auf den Zweitplatzierten Dynamo Dresden und der damit verbundenen Eingruppierung in die Bundesliga. Die Freude dauerte kein Jahr, denn Erfurt wurde abgeschlagen Letzter und stieg in die Amateuroberliga ab. Besser machte es der Verein in dieser Saison in den Pokalwettbewerben. Im DFB-Pokal besiegte Rot-Weiß überraschend den FC Schalke 04 mit 2:1. Die Schalker entdeckten in diesem Spiel auch das große Potential des Erfurter Abwehrspielers Thomas Linke und verpflichteten ihn am Ende der Saison.
Im UEFA-Cup hatte es der Verein in der ersten Runde mit dem holländischen Vertreter FC Groningen zu tun und erreichte nach zwei 1:0-Erfolgen sogar die zweite Runde. Im Hinspiel in den Niederlanden gingen die Thüringer bereits nach zwei Minuten durch Jörg Schmidt in Führung und sollten diese bis zum Ende des Spieles verteidigen, unter anderem scheiterte Groningen per Elfmeter an Torhüter Péter Disztl. Das entscheidende Tor im Rückspiel in Erfurt erzielte Tino Gottlöber. In der zweiten Runde war die europäische Spitzenmannschaft Ajax Amsterdam eine Nummer zu groß für die Thüringer. Trotz des Führungstreffers von Uwe Schulz im Hinspiel vor nur 6000 Zuschauern verloren die Erfurter mit 1:2 und hatten auch beim 0:3 im Rückspiel keine Chance gegen die mit namhaften Spielern wie Dennis Bergkamp besetzte Elf aus Amsterdam.

#### 1992 bis 2003 – zwölf Jahre Drittklassigkeit und finanzielle Sorgen
| Liga                      | Saison  | Platz | Punkte | Tore  | Diff. | Zuschauer |
| ------------------------- | ------- | ----- | ------ | ----- | ----- | --------- |
| 2. Bundesliga Süd         | 1991/92 | 12.   | 17:47  | 36:75 | −39   | 02.713    |
| NOFV-Oberliga Nordost Süd | 1992/93 | 03.   | 49:15  | 76:27 | +49   | 01.613    |
| NOFV-Oberliga Nordost Süd | 1993/94 | 02.   | 50:10  | 71:17 | +54   | 01.155    |
| Regionalliga Nordost      | 1994/95 | 05.   | 44:24  | 66:34 | +32   | 01.506    |
| Regionalliga Nordost      | 1995/96 | 07.   | 50     | 31:26 | +05   | 01.006    |
| Regionalliga Nordost      | 1996/97 | 03.   | 66     | 80:39 | +41   | 02.271    |
| Regionalliga Nordost      | 1997/98 | 05.   | 56     | 59:49 | +10   | 01.735    |
| Regionalliga Nordost      | 1998/99 | 10.   | 45     | 41:46 | −05   | 01.845    |
| Regionalliga Nordost      | 1999/00 | 07.   | 57     | 39:41 | −02   | 02.648    |
| Regionalliga Süd          | 2000/01 | 15.   | 39     | 40:47 | −07   | 03.963    |
| Regionalliga Süd          | 2001/02 | 05.   | 54     | 47:31 | +16   | 04.363    |
| Regionalliga Süd          | 2002/03 | 09.   | 50     | 44:44 | 0     | 03.524    |
| Regionalliga Süd          | 2003/04 | 02.   | 55     | 52:39 | +13   | 04.882    |
| 2. Bundesliga             | 2004/05 | 18.   | 30     | 34:60 | −26   | 11.980    |
| Regionalliga Nord         | 2005/06 | 14.   | 42     | 40:48 | −08   | 04.768    |
| Regionalliga Nord         | 2006/07 | 11.   | 50     | 41:44 | −03   | 05.314    |
| Regionalliga Nord         | 2007/08 | 07.   | 56     | 70:46 | +24   | 07.386    |

Ab 1992 spielte der Verein in der NOFV-Oberliga und damit erstmals nur noch drittklassig. In den folgenden zwei Spielzeiten scheiterte Erfurt zweimal nur knapp an der Rückkehr in die 2. Bundesliga. 1993 wurden die Erfurter mit zwei Punkten Rückstand auf Tabellenführer FC Sachsen Leipzig nur Dritter, außerdem bestritt im Juni das Erfurter Idol Jürgen Heun vor nur 600 Zuschauern gegen den FC Meißen sein letztes Spiel im Dress der Rot-Weißen, nachdem er zuvor in 399 Punktspielen auf dem Platz stand und 132 Tore erzielte. 1994 wurde der Verein Zweiter hinter dem FSV Zwickau, obwohl die Mannschaft in 30 Spielen keine einzige Niederlage einstecken musste. Die Qualifikation für die neu gegründete Regionalliga Nordost wurde damit allerdings erreicht. Dort kamen die Thüringer in den folgenden Spielzeiten stets zu Platzierungen im vorderen Drittel der Tabelle, der Sprung zurück in den bezahlten Fußball gelang jedoch nicht.
1997 wurde gegen den Verein aufgrund einer Überschuldung von über 6,1 Millionen DM das Insolvenzverfahren eröffnet. In den folgenden Monaten herrschte rund um den Club Chaos. Erst mit dem Amtsantritt von Präsident Klaus Neumann konnte die finanzielle Talfahrt beendet werden. Er trug maßgeblich dazu bei, dass nach acht Monaten das Insolvenzverfahren erfolgreich abgeschlossen wurde und der Verein weiter existieren konnte. Als im Jahr 2000 die Zahl der Regionalligen von vier auf zwei reduziert wurde, musste der FC Rot-Weiß Erfurt als Tabellensiebter den letzten freien Platz in der Regionalliga gegen den Oberligisten FC Schönberg 95 in zwei Relegationsspielen ausspielen. Nachdem das Hinspiel in Schönberg mit 0:1 verloren wurde, qualifizierten sich die Erfurter mit einem 4:1 im Rückspiel für die Regionalliga. In der 90. Spielminute traf ein Schönberger Spieler beim Stande von 3:1 nur die Torlatte, woraufhin im direkten Gegenzug das 4:1 fiel. Ein 3:2 hätte RWE aufgrund der Auswärtstorregel nicht gereicht.
In der folgenden Saison wurde die Mannschaft nur 15. in der Regionalliga Süd und stand somit zu Saisonende auf einem Abstiegsplatz. Lediglich aufgrund eines Lizenzentzugs für den SSV Ulm 1846 konnte der Verein die Klasse halten. In den folgenden beiden Jahren erreichte das Team nur Mittelfeldplätze, obwohl vor Saisonbeginn stets der Aufstieg als Ziel ausgegeben wurde und entsprechend teure Spieler in die Landeshauptstadt geholt wurden. Dies führte neuerdings zu einer hohen Verschuldung des Vereins, sodass der Aufstieg in den bezahlten Fußball aufgrund der wesentlich höheren Fernseheinnahmen in der 2. Bundesliga mittlerweile existenziell wichtig wurde.

#### 2003 bis 2008 – Regionalliga und Zweitklassigkeit

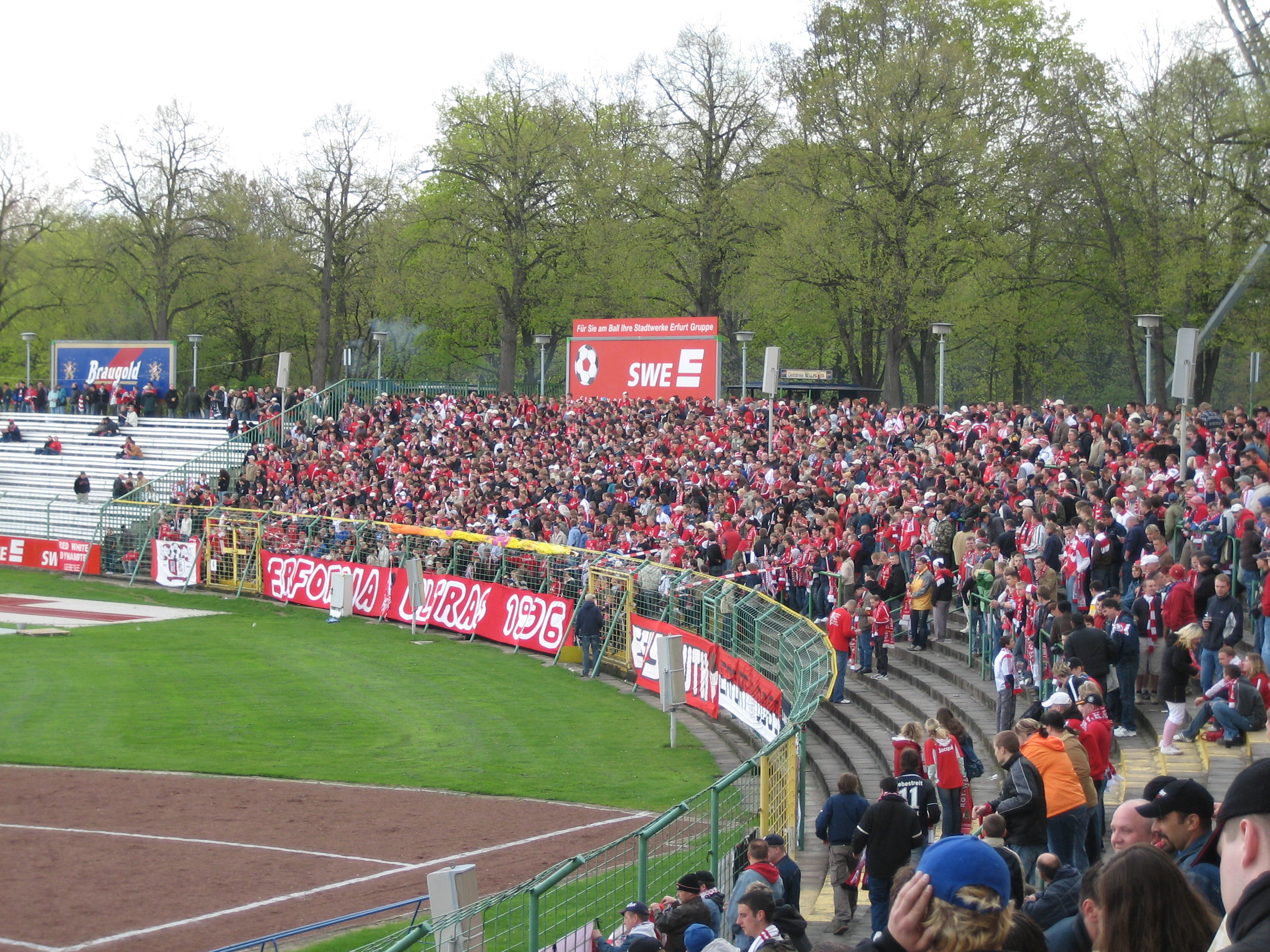
Block 3, ehemaliger Fanblock der „RWE“-Fans

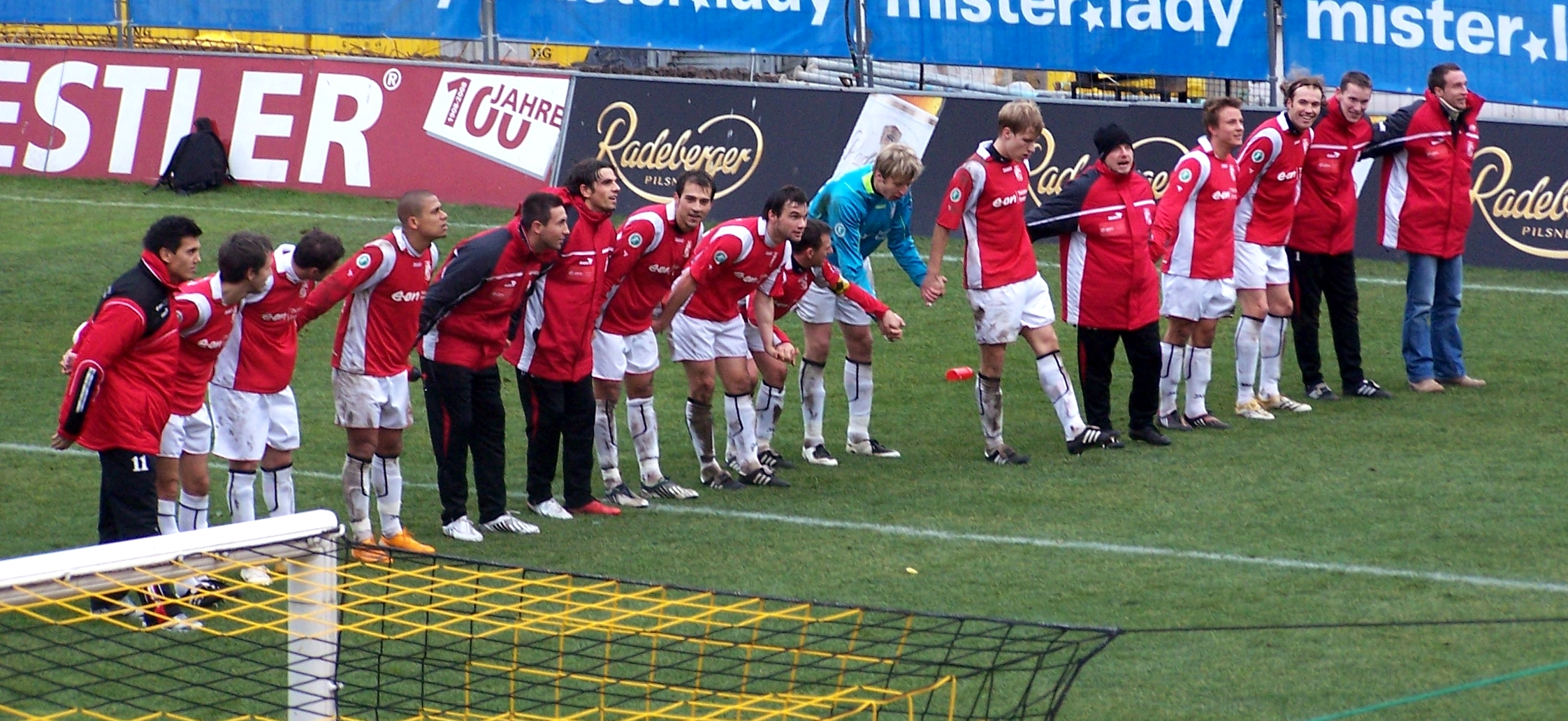
Erfurter Mannschaft im Dezember 2008

In der Saison 2003/04 kam René Müller als Trainer nach Erfurt und schaffte mit einer komplett neu aufgebauten Mannschaft nach zwölf Jahren die lang ersehnte Rückkehr in die 2. Bundesliga. Erstmals seit Jahren hatte der Verein vor der Saison nicht den Aufstieg als Ziel ausgegeben und keine namhaften Spieler verpflichtet, umso überraschender war der Erfolg am Ende der Saison. Die Mannschaft steigerte sich im Verlauf der Saison kontinuierlich und erreichte den Aufstieg bereits nach dem vorletzten Spieltag. Vor 20.000 Zuschauern besiegten die Erfurter den direkten Konkurrenten und späteren Mitaufsteiger 1. FC Saarbrücken mit 2:1.
In der folgenden Saison stellte Müller den Kader der Erfurter erneut radikal um, die zahlreichen Neuzugänge konnten die Erwartungen diesmal allerdings nicht erfüllen und die Stimmung in der Mannschaft und dem Erfurter Umfeld wurde zunehmend schlechter. Nach zahlreichen umstrittenen Entscheidungen, unter anderem das Verbannen des Erfurter Publikumslieblings Ronny Hebestreit auf die Tribüne oder das Festhalten an dem Torhüter Claus Reitmaier trotz mehrerer spielentscheidender Fehler, wurde René Müller am 20. Februar 2005 entlassen, doch auch sein Nachfolger Ján Kocian konnte den Abstieg nicht mehr verhindern. Einen herben Rückschlag musste der Verein kurz vor Saisonende verkraften. Beim Spiel gegen die SpVgg Unterhaching am 6. April 2005 war der Erfurter Spieler Senad Tiganj der Einnahme einer verbotenen Substanz überführt worden. Tiganj sagte später aus, er habe seinem kleinen Sohn die Einnahme eines Asthmasprays vorgeführt, das die verbotene Substanz enthielt. Obwohl aufgrund der geringen Menge keine Leistungssteigerung möglich war, entschied das Sportgericht des DFB die Annullierung des Sieges und Wertung der Partie für die SpVgg Unterhaching. Dieser Punktabzug trug mit zum Abstieg des FC Rot-Weiß Erfurt in die Regionalliga bei. Nach dem Abstieg erhielten die Erfurter aufgrund eines Schuldenberges von vier Millionen Euro nur mit viel Mühe die Lizenz für die Regionalliga und traten in der Saison 2005/06 mit zahlreichen Spielern aus dem eigenen Nachwuchs an. Der Klassenerhalt gelang den Rot-Weißen nur aufgrund des besseren Torverhältnisses gegenüber Preußen Münster.
Auch in der Saison 2006/07 musste der Trainer Pawel Dotschew aufgrund der Sparzwänge mit geringen finanziellen Mitteln eine Mannschaft zusammenstellen, sodass auch in dieser Saison der Klassenerhalt oberste Priorität hatte. Nach einem schlechten Saisonstart steigerten sich die Thüringer im Laufe der Saison und standen zur Winterpause überraschend auf dem dritten Tabellenplatz, punktgleich mit dem Team auf dem zweiten Rang, der zum Aufstieg in die 2. Bundesliga berechtigte. In der Rückrunde konnte die Mannschaft nicht an die Leistungen des ersten Halbjahres anknüpfen und beendete die Saison auf dem 11. Tabellenplatz. Für die Saison 2007/08 strebte der Verein die Qualifikation für die neue 3. Liga an. Dabei versprach der Verein sämtlichen Dauerkartenbesitzern eine Rückgabe des Geldes im Falle des Nichterreichens der 3. Liga. Zur Winterpause stand der Verein auf dem zweiten Platz, der zum Aufstieg in die 2. Bundesliga berechtigt hätte. Der Vorsprung auf Platz elf, der nicht mehr zur Qualifikation für die 3. Liga berechtigt, betrug sieben Punkte. Wenige Tage vor Beginn der Rückrunde trat Trainer Pavel Dotchev überraschend zurück und wechselte zu seinem ehemaligen Verein SC Paderborn 07. Als Nachfolger verpflichtete der FC Rot-Weiß Karsten Baumann. In der Rückrunde konnte die Mannschaft – wie schon in der Vorsaison – nicht mehr an die Leistung der Vorrunde anknüpfen. Dennoch war der Verein frühzeitig für die 3. Liga qualifiziert. In der Endabrechnung belegte die Mannschaft Rang sieben.

#### 2008 bis 2018 – Dauerbrenner in der 3. Liga
| Liga    | Saison  | Platz | Punkte | Tore  | Diff. | Zuschauer |
| ------- | ------- | ----- | ------ | ----- | ----- | --------- |
| 3. Liga | 2008/09 | 10.   | 50     | 46:48 | −02   | 6.149     |
| 3. Liga | 2009/10 | 09.   | 53     | 41:41 | 0     | 5.534     |
| 3. Liga | 2010/11 | 05.   | 61     | 63:45 | +18   | 6.557     |
| 3. Liga | 2011/12 | 05.   | 59     | 54:41 | +13   | 5.828     |
| 3. Liga | 2012/13 | 13.   | 44     | 44:58 | −14   | 4.813     |
| 3. Liga | 2013/14 | 10.   | 50     | 53:49 | +04   | 5.703     |
| 3. Liga | 2014/15 | 12.   | 51     | 47:54 | −07   | 5.819     |
| 3. Liga | 2015/16 | 08.   | 50     | 47:50 | −03   | 5.325     |
| 3. Liga | 2016/17 | 14.   | 47     | 34:47 | −13   | 5.762     |
| 3. Liga | 2017/18 | 20.   | 13     | 26:78 | −52   | 5.118     |

In der Saison 2008/09 konnte Rot-Weiß nicht in den Aufstiegskampf eingreifen und belegte den zehnten Platz in der Premierensaison der 3. Liga. Den Saisonhöhepunkt erlebten die Erfurter bereits zu Saisonbeginn, als sie in der 1. Hauptrunde des DFB-Pokals auf den FC Bayern München trafen und nach einer sehr guten Leistung nur mit 3:4 unterlagen. Am 28. April 2009 wurde der Trainer Karsten Baumann vom Verein entlassen, um den negativen Trend der vorherigen Spiele zu stoppen. Zur Saison 2009/10 übernahm Rainer Hörgl das Amt des Cheftrainers. Nachdem Rot-Weiß auch im Jahre 2009 den Thüringer Verbandspokal gewonnen hatte, war die Mannschaft wieder für die 1. Hauptrunde des DFB-Pokals 2009/10 qualifiziert. Dort schied die Mannschaft nach einer 1:2-Niederlage gegen den Zweitligisten MSV Duisburg aus dem Wettbewerb aus.
In der Winterpause der Saison 2009/10 wurde Rainer Hörgl mit zusätzlichen Managementaufgaben betraut und der bisherige Manager Stephan Beutel beurlaubt. Darüber hinaus wurde am 9. Februar 2010 der ehemalige Sportchef des MDR Wilfried Mohren als freiberuflicher Pressesprecher für den Verein engagiert. Hörgl wurde nach einer 0:3-Heimniederlage gegen den FC Carl Zeiss Jena und nach einer vorausgegangenen sportlichen Talfahrt der Mannschaft am 25. März 2010 von seinen Aufgaben entbunden. Als Nachfolger von Hörgl wurde Ende März 2010 Stefan Emmerling verpflichtet.
Insgesamt verlief die Saison 2009/10 eher unbefriedigend. Statt wie vor Saisonbeginn erwartet um den Aufstieg mitzuspielen, geriet die Mannschaft im Frühjahr 2010 in die Nähe der Abstiegszone. Am Ende belegten sie mit Platz neun einen Platz im Mittelfeld der Tabelle. Erstmals seit Jahren konnte sich der Verein auch nicht für die Hauptrunde des DFB-Pokals qualifizieren, da man im Thüringer Verbandspokal im Halbfinale durch eine 1:2-Niederlage beim Oberligisten VfB Pößneck scheiterte. Obwohl im März 2010 beurlaubt, wurde Rainer Hörgl am 11. Mai 2010 als neuer Geschäftsführer Sport beim FC Rot-Weiß Erfurt vorgestellt. So unterstand ihm eine neugegründete Scouting-Abteilung, die Leitung der Geschäftsstelle sowie die Leitung des Nachwuchsleistungszentrums.
Am 22. März 2011 gab der Verein bekannt, den Vertrag mit Rainer Hörgl als Sportchef nicht zu verlängern und diesen mit sofortiger Wirkung zu beurlauben. Als Nachfolger wurde Torsten Traub ernannt. Obwohl die letzten Spieltage vor Saisonende die Mannschaft auf dem Relegationsplatz drei stand, konnte dieser nicht gehalten werden, und die Saison 2010/11 wurde mit dem fünften Platz abgeschlossen. Auch die Qualifikation zum DFB-Pokal wurde verpasst.
In der Saison 2012/13 verließen ebenfalls wieder viele Spieler den Verein. Mit einem verjüngten Kader, der vornehmlich auf Spielern der eigenen Jugendabteilung setzte, begann Rot-Weiß-Erfurt die Saison. Nachdem die Mannschaft nach den ersten sechs Spieltagen nur den letzten Tabellenplatz belegt hatte, wurde der Trainer Stefan Emmerling vom Verein beurlaubt. Die Trainingsarbeit wurde darauf interimsweise vom Trainer der zweiten Mannschaft, Christian Preußer geleitet. Nach einem Unentschieden gegen Alemannia Aachen und einen deutlichen 5:0-Sieg gegen die zweite Mannschaft von Borussia Dortmund sowie einem Erfolg im Thüringer Landespokal bat Christian Preußer darum, nicht für den Cheftrainerposten berücksichtigt zu werden. Am 10. September 2012 wurde Alois Schwartz als neuer Cheftrainer vorgestellt.
Mit am Ende 44 Punkten schloss Erfurt die Saison als 13. der Tabelle ab. Trotz des Klassenerhaltes wechselte Alois Schwartz nach der Saison zum SV Sandhausen.
Für die Saison 2013/14 wurde am 20. Juni 2013 Walter Kogler als neuer Cheftrainer vorgestellt. Darüber hinaus wurden bereits im Vorfeld einige Positionen verändert. Der bisherige Co-Trainer Rudi Zedi verließ den Verein. Als neue Co-Trainer wurden Christian Preußer und Norman Loose eingesetzt. Die Mannschaft spielte unter dem österreichischen Trainer eine überraschend gute Hinrunde und lag zur Winterpause im Bereich der Aufstiegsplätze. In der Rückrunde konnten die Erfurter nicht an die zuvor gezeigten Leistungen anknüpfen und belegten am Ende Rang 10. Negativer Höhepunkt der Saison war das Finale des Thüringenpokals, das gegen den in der Regionalliga spielenden Erzrivalen Carl Zeiss Jena mit 0:5 verloren wurde.
Die Saison 2014/15 begann zufriedenstellend. Der Verein ging auf Rang 10 der 3. Liga in die Winterpause mit nur 4 Punkten Rückstand auf den Aufstiegsrelegationsplatz. Nach einer Folge von Niederlagen in der Rückrunde wurde Cheftrainer Walter Kogler am 23. März 2015 freigestellt. Co-Trainer Christian Preußer übernahm die Position des Cheftrainers.
In der folgenden Saison 2015/16 wurde Preußer am 15. Dezember 2015 mangels Erfolgen entlassen. Stefan Krämer übernahm die Position als Cheftrainer und belegte mit der Mannschaft nach einer starken Rückrunde den 8. Tabellenplatz. In der folgenden Saison kämpfte die Mannschaft lange um den Klassenerhalt, konnte ihn mit Platz 14 letztendlich auch erreichen.

#### Seit 2018 – Insolvenz, Ausgliederung und Rückzug aus der Regionalliga
| Liga                 | Saison  | Platz | Punkte | Tore   | Diff. | Zuschauer |
| -------------------- | ------- | ----- | ------ | ------ | ----- | --------- |
| Regionalliga Nordost | 2018/19 | 05.   | 54     | 057:42 | +15   | 3.870     |
| Regionalliga Nordost | 2019/20 | 18.   | 0      | 000:0  | +00   | 3.604     |
| Oberliga Nordost Süd | 2020/21 | 03.   | 20     | 017:07 | +10   | 2.101     |
| Oberliga Nordost Süd | 2021/22 | 01.   | 78     | 103:16 | +87   | 2.305     |
| Regionalliga Nordost | 2022/23 | 03.   | 63     | 063:32 | +31   | 5.303     |
| Regionalliga Nordost | 2023/24 | 13.   | 39     | 053:56 | −03   | 5.588     |
| Regionalliga Nordost | 2024/25 | 03.   | 60     | 060:43 | +17   | 6.304     |

Die Saison 2017/18 sollte die vorerst letzte Saison in der 3. Liga sein. Weder Stefan Krämer, noch seine Nachfolger David Bergner und später Stefan Emmerling konnten die Mannschaft in die Erfolgsspur führen, sodass nach 10 Jahren durchgängiger Ligenzugehörigkeit der Abstieg als abgeschlagenes Tabellenschlusslicht stand.
Als der sportliche Abstieg nahezu unvermeidlich war, verkündete der Verein am 14. März 2018, dass er aufgrund wirtschaftlicher und sportlicher Aussichtslosigkeit einen Insolvenzantrag beim zuständigen Amtsgericht eingereicht hatte. Damit ging der Abzug von neun Punkten einher. Zusätzlich zum Abzug eines weiteren Punktes wegen einer nicht geschlossenen Liquiditätslücke stand der Verein, nachdem kein Einspruch gegen die Punktabzüge erhoben worden war, ab dem 5. April mit 22 Punkten Rückstand auf Platz 17 (bei noch sechs Restspieltagen) als erster Absteiger der Saison fest. Somit schied in der Jubiläumssaison der letzte „Gründerverein“ aus der 3. Liga aus.
In der Saison 2018/19 startete der FC Rot-Weiß Erfurt in der Regionalliga Nordost einen Neuanfang und spielte damit zum ersten Mal in der Vereinsgeschichte nur noch viertklassig. Als neuer Sportdirektor wurde Oliver Bornemann vorgestellt. Wenig später wurde Thomas Brdarić, sein ehemaliger Weggefährte bei der TSG Neustrelitz, als neuer Trainer vorgestellt. Mit einer komplett neu zusammengestellten Mannschaft wurde nach dem erfolgreichen Abschluss des Insolvenzverfahrens die Rückkehr in die 3. Liga als Ziel für die kommenden Jahre ausgerufen.
Ein erster Schritt war die Ende August 2019 vollzogene Ausgliederung von Lizenzspielerabteilung sowie A-Jugend in die FC Rot-Weiß Erfurt Fußball GmbH. Am 1. Oktober desselben Jahres trat Michael Krannich das Amt des Geschäftsführers an. Bereits zwei Wochen später konnte der zuständige Insolvenzverwalter Volker Reinhardt den Eintritt dreier Sponsoren (ASGV Grundbesitz und Verwaltung, Franz Gerber Sportagentur sowie die Millhouse Capital GmbH) in die Kapitalgesellschaft bestätigen. Mit Hilfe der ersten drei Gesellschafter sollte das Stammkapital der GmbH um 1 Mio. Euro erhöht werden.
Innerhalb der folgenden Winterpause wurde bekannt, dass sich der FC Rot-Weiß Erfurt mit Gehaltszahlungen für Spieler und Angestellte im Verzug befand. Laut Insolvenzverwalter Volker Reinhardt würde dies „der Hauptinvestor verhindern“. Reinhard hatte gemeinsam mit den drei Gesellschaftern vereinbart, durch die neu geschaffenen finanziellen Möglichkeiten die Fortführung des Spielbetriebs abzusichern, als auch die ab dem 1. Januar 2019 entstandenen Verbindlichkeiten des Vereins abzutragen. Am 29. Januar 2020, nach dem 19. Spieltag der Saison 2019/20, gab der Verein die Einstellung des Spielbetriebs der ersten Mannschaft bekannt, womit man als erster Absteiger in die Oberliga Nordost feststand. Die Jugendmannschaften des Vereins sind davon nicht betroffen. Jedoch verlor der FC Rot-Weiß den Status des Nachwuchsleistungszentrums zur neuen Saison, da die A- und B-Jugendteams in den letzten drei Jahren nicht ununterbrochen am Spielbetrieb der jeweiligen Juniorenbundesligen teilgenommen hatten. Dies ist jedoch eine der Grundbedingungen für in der Oberliga antretende Vereine zur Erlangung des Status.
Die Oberligasaison 2020/21 wurde aufgrund der COVID-19-Pandemie mit dem Stand vom 1. November 2020 abgebrochen, dabei verpasste Erfurt als nach Quotientenregelung Drittplatzierter knapp den Wiederaufstieg in die Regionalliga.
In der Saison 2021/22 wurde der FC Rot-Weiß Erfurt souverän Meister in der Südstaffel der Oberliga. Am Ende der Saison hatte man 20 Punkte Vorsprung auf die Verfolger VfB Krieschow und VFC Plauen. Dabei gewann Erfurt die letzten 19 Saisonspiele in Folge und stellte damit einen neuen Vereinsrekord auf, zudem war man in allen 15 Heimspielen siegreich. Zum Saisonabschluss besiegte man im Steigerwaldstadion Inter Leipzig mit 11:0 und übersprang dadurch mit 103:16 Saisontoren die 100-Tore-Marke.

## Erfolge

### Meisterschaften
- DDR-Meister: 1954, 1955
- Ostzonenvizemeister: 1949
- DDR-Vizemeister: 1951
- 3. Platz in der DDR-Oberliga: 1990/91
- Thüringer Meister: 1949

### Pokalwettbewerbe
- FDGB-Pokalfinalist: 1950, 1980
- Thüringenpokalsieger: 1994, 1998, 2000, 2001, 2002, 2003, 2005 (Amateure), 2008, 2009, 2017
- Thüringenpokalfinalist: 1996, 1997, 2004 (Amateure), 2007, 2013, 2014, 2016
- UEFA-Cup: 2. Runde 1991/92
- Gruppensieger Intertoto-Cup: 1985, 1986
- DFV-Toto-Sonderrunde: 1973/74

### Erfolge des SC 95 Erfurt
- Mitteldeutscher Meister: 1909
- Halbfinale der Endrunde um die deutsche Meisterschaft: 1909
- Thüringer Gau-Meister 1903 bis 1910, 1912, 1917, 1919, 1920
- Gau-Meister Nordthüringen 1910, 1911, 1912, 1914, 1917, 1918, 1924, 1927, 1932, 1933

### Erfolge des VfB Erfurt
- Gau-Meister Nordthüringen 1928

## Personalien

### Nationalspieler

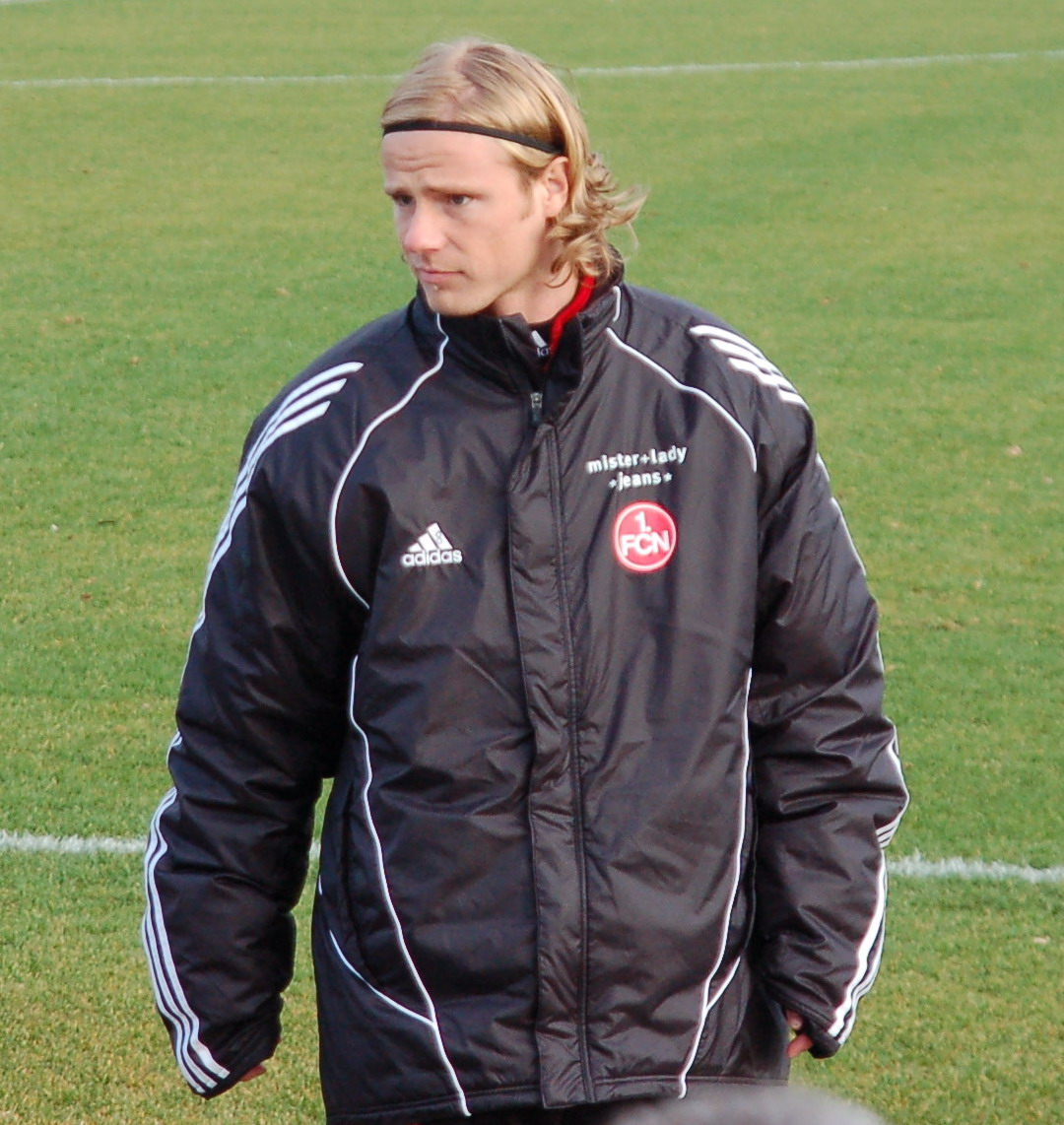
Marco Engelhardt:
spielte bis 2001 und 2012 bis 2014 in Erfurt

| Allgemeines          | Allgemeines                             | Allgemeines          | 1. Liga Einsätze                                                                                          | 1. Liga Einsätze | 1. Liga Einsätze | Nationalmannschaft | Nationalmannschaft | Nationalmannschaft |
| Name                 |                                         | beim RWE             | Vereine                                                                                                   | Einsätze         | Tore             | Einsatzzeit        | Einsätze           | Tore               |
| -------------------- | --------------------------------------- | -------------------- | --- | ---------------- | ---------------- | ------------------ | ------------------ | ------------------ |
| Gerhard Franke       | Deutschland Demokratische Republik 1949 | 1950–1968            | BSG Turbine Erfurt, SC Turbine Erfurt und FC Rot-Weiß Erfurt                                              | 276              | 023              | 1958–1959          | 06                 | 0                  |
| Rolf Jahn            | Deutschland Demokratische Republik 1949 | 1954–1959            | FC Carl Zeiss Jena und SC Turbine Erfurt                                                                  | 149              | 0                | 1957               | 01                 | 0                  |
| Jochen Müller        | Deutschland Demokratische Republik 1949 | 1949–1962            | SC Turbine Erfurt                                                                                         | 277              | 020              | 1953–1954          | 03                 | 0                  |
| Helmut Nordhaus      | Deutschland Demokratische Republik 1949 | 1949–1962            | Fortuna, KWU und SC Turbine Erfurt                                                                        | 178              | 033              | 1953–1954          | 03                 | 0                  |
| Georg Rosbigalle     | Deutschland Demokratische Republik 1949 | 1952–1963            | SC Turbine Erfurt                                                                                         | 185              | 028              | 1952               | 02                 | 0                  |
| Harald Wehner        | Deutschland Demokratische Republik 1949 | 1956–1972            | SC Turbine Erfurt und FC Rot-Weiß Erfurt                                                                  | 258              | 09               | 1961               | 01                 | 0                  |
| Wolfgang Benkert     | Deutschland                             | 1972–1985            | FC Rot-Weiß Erfurt                                                                                        | 256              | 0                | 1984               | 01                 | 0                  |
| Martin Busse         | Deutschland                             | 1977–1988            | FC Rot-Weiß Erfurt                                                                                        | 202              | 058              | 1983               | 03                 | 1                  |
| Jürgen Heun          | Deutschland                             | 1976–1993            | FC Rot-Weiß Erfurt                                                                                        | 341              | 114              | 1980–1985          | 17                 | 4                  |
| Albert Krebs         | Deutschland                             | 1968–1977            | FC Rot-Weiß Erfurt                                                                                        | 129              | 07               | 1975               | 01                 | 0                  |
| Armin Romstedt       | Deutschland                             | 1978–1992            | FC Rot-Weiß Erfurt                                                                                        | 287              | 062              | 1984               | 01                 | 0                  |
| Carsten Sänger       | Deutschland                             | 1971–1992, 1999      | FC Rot-Weiß Erfurt                                                                                        | 211              | 04               | 1984–1987          | 16                 | 0                  |
| Rüdiger Schnuphase   | Deutschland                             | 1971–1976, 1984–1986 | FC Rot-Weiß Erfurt und FC Carl Zeiss Jena                                                                 | 320              | 123              | 1973–1983          | 45                 | 6                  |
| Uwe Weidemann        | Deutschland                             | 1983–1987, 1988–1990 | FC Rot-Weiß Erfurt, 1. FC Nürnberg, MSV Duisburg und FC Schalke 04                                        | 196              | 035              | 1985, 1989–1990    | 10                 | 0                  |
| Thomas Linke         | Deutschland                             | 1987–1992            | FC Rot-Weiß Erfurt, FC Schalke 04, FC Bayern München und FC Red Bull Salzburg                             | 392              | 020              | 1997–2004          | 43                 | 1                  |
| Marco Engelhardt     | Deutschland                             | 1999–2001            | 1. FC Kaiserslautern, 1. FC Nürnberg und Karlsruher SC                                                    | 106              | 07               | 2004–2005          | 03                 | 0                  |
| Clemens Fritz        | Deutschland                             | 1999–2001            | Bayer 04 Leverkusen und Werder Bremen                                                                     | 331              | 07               | 2006–2008          | 22                 | 2                  |
| Péter Disztl         | Ungarn                                  | 1990–1991            | FC Rot-Weiß Erfurt, Honvéd Budapest und Videoton SC                                                       | 024              | 0                | 1984–1993          | 37                 | 0                  |
| Gediminas Šugžda     | Litauen                                 | 1997–1999            | FK Žalgiris Vilnius                                                                                       | 059              | 011              | 1998               | 01                 | 0                  |
| Bruno Akrapović      | Bosnien und Herzegowina                 | 2003                 | Energie Cottbus                                                                                           | 060              | 0                | 2000–2002          | 18                 | 1                  |
| Stephan Keller       | Schweiz                                 | 2004–2005            | Neuchâtel Xamax, FC Zürich, FC Aarau, RKC Waalwijk und BV De Graafschap                                   | 232              | 012              | 2002–2003          | 03                 | 0                  |
| Éric Akoto           | Togo                                    | 2004–2005            | Floriana FC, Interblock Ljubljana, Grazer AK, FK Austria Wien, FC Admira Wacker Mödling und SV Kapfenberg | 187              | 08               | 2001–2009          | 56                 | 1                  |
| George Koumantarakis | Sudafrika                               | 2004–2005            | FC Basel und FC Luzern                                                                                    | 112              | 036              | 1997, 2002–2004    | 08                 | 1                  |
| Najeh Braham         | Tunesien                                | 2004–2005            | ohne Einsatz                                                                                              | 0                | 0                | 2003–2005          | 14                 | 4                  |
| Zoran Pavlovič       | Slowenien                               | 2005                 | NK Korotan Prevalje, NK Mura, NK Olimpija Ljubljana und Interblock Ljubljana                              | 194              | 030              | 1998–2002          | 21                 | 0                  |
| Senad Tiganj         | Slowenien                               | 2005                 | ND Mura 05, NK Olimpija Ljubljana, NK Rudar Velenje, Interblock Ljubljana, NK Maribor, NK Celje           | 159              | 052              | 2001–2002          | 04                 | 1                  |
| Ilia Gruev           | Bulgarien                               | 2005–2006            | Lokomotive Sofia und FK Neftochimik                                                                       | 018              | 01               | 1997–1999          | 13                 | 1                  |
| Albert Bunjaku       | Kosovo                                  | 2006–2009            | FC Schaffhausen, 1. FC Nürnberg und FC St. Gallen                                                         | 151              | 028              | 2009–2010          | 06                 | 0                  |
| Steve Gohouri        | Elfenbeinküste                          | 2014–2015            | Yverdon-Sport FC, BSC Young Boys, Borussia Mönchengladbach, Wigan Athletic, Skoda Xanthi                  | 143              | 021              | 2006–2009, 2012    | 07                 | 0                  |
| Sidny Lopes Cabral   | Kap Verde                               | 2022–2024            | ohne Einsatz                                                                                              | 000              | 000              | 2023–              | 01                 | 0                  |
| Caniggia Elva        | Saint Lucia                             | 2023–                | ohne Einsatz                                                                                              | 000              | 000              | 2023–              | 02                 | 1                  |
| Natanas Žebrauskas   | Litauen                                 | 2023                 | ohne Einsatz                                                                                              | 000              | 000              | 2022–              | 03                 | 0                  |

### Erfurter Spieler, die in der Bundesliga erfolgreich waren

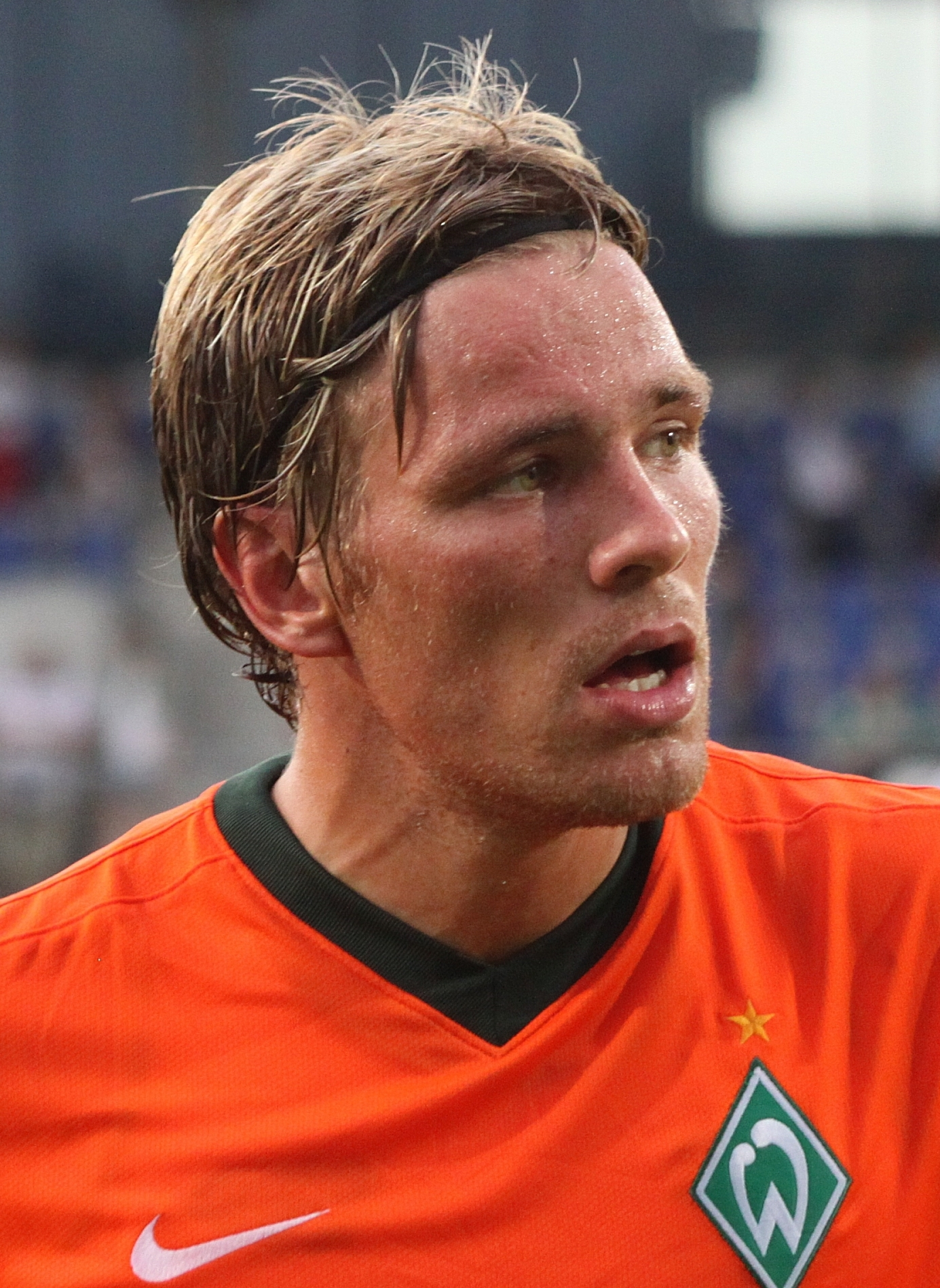
Clemens Fritz:
spielte 1999 bis 2001 in Erfurt

| Allgemeines        | Allgemeines                  | Allgemeines          | 1. Liga Einsätze:                                      | 1. Liga Einsätze: | 1. Liga Einsätze: |
| Name               | Land                         | beim RWE             | Vereine                                                | Einsätze          | Tore              |
| ------------------ | ---------------------------- | -------------------- | ------------------------------------------------------ | ----------------- | ----------------- |
| Clemens Fritz      | Deutschland                  | 1999–2001            | Bayer 04 Leverkusen und Werder Bremen                  | 331               | 07                |
| Marco Engelhardt   | Deutschland                  | 1999–2001, 2012–2014 | 1. FC Kaiserslautern, 1. FC Nürnberg und Karlsruher SC | 106               | 07                |
| Uwe Weidemann      | Deutschland                  | 1983–1987, 1988–1990 | 1. FC Nürnberg, MSV Duisburg und FC Schalke 04         | 102               | 14                |
| Marco Weißhaupt    | Deutschland                  | 1992–1994            | Hamburger SV, SC Freiburg und Hansa Rostock            | 101               | 09                |
| Moritz Stoppelkamp | Deutschland                  | 2006–2007            | Hannover 96 und SC Paderborn 07                        | 071               | 04                |
| Maximilian Nicu    | Deutschland                  | 2004                 | Hertha BSC und SC Freiburg                             | 070               | 03                |
| Albert Bunjaku     | Kosovo                       | 2006–2009            | FC Schaffhausen, 1. FC Nürnberg und FC St. Gallen      | 054               | 14                |
| Domi Kumbela       | Kongo Demokratische Republik | 2006–2007            | Eintracht Braunschweig                                 | 030               | 09                |
| Daniel Brückner    | Deutschland                  | 2006–2008, 2016–2018 | SC Paderborn 07                                        | 023               | 0                 |
| Thomas Linke       | Deutschland                  | 1987–1992            | FC Schalke 04, FC Bayern München und Red Bull Salzburg | 392               | 20                |
| Marco Dittgen      | Deutschland                  | 2001–2002            | Dynamo Dresden und 1. FC Kaiserslautern                | 023               | 03                |

### Rekordspieler
| Die meisten Spiele | Die meisten Spiele | Die meisten Tore | Die meisten Tore   |
| Spiele             | Name               | Tore             | Name               |
| ------------------ | ------------------ | ---------------- | ------------------ |
| 400                | Jürgen Heun        | 131              | Jürgen Heun        |
| 304                | Armin Romstedt     | 098              | Ronny Hebestreit   |
| 299                | Ronny Hebestreit   | 075              | Siegfried Vollrath |
| 290                | Steffen Kraus      | 068              | Daniel Bärwolf     |
| 275                | Franz Egel         | 063              | Armin Romstedt     |
| 270                | Wolfgang Benkert   | 058              | Martin Busse       |
| 267                | Dieter Göpel       | 058              | Gerd Stieler       |
| 265                | Carsten Sänger     | 055              | Carsten Kammlott   |
| 233                | Martin Iffarth     | 045              | Horst Weißhaupt    |
| 220                | Jens Große         | 045              | Lutz Lindemann     |

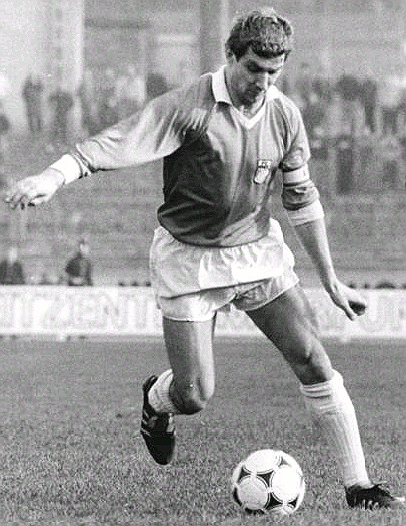
Jürgen Heun:
spielte 1976 bis 1993 in Erfurt

Aufgeführt sind nur Meisterschaftsspiele. Pokalspiele wurden nicht berücksichtigt. Stand: 16. August 2023.

### Trainer
| Name                   | Amtszeit                               | Name                        | Amtszeit                                |
| Helmut Nordhaus        | 1964 bis 31. Mai 1966                  | Alois Schwartz              | 11. April 2003 bis 30. Juni 2003        |
| Martin Schwendler      | 1. Juni 1966 bis 4. August 1970        | René Müller                 | 1. Juli 2003 bis 20. Februar 2005       |
| Gerhard Bäßler         | 5. August 1970 bis 30. Juni 1971       | Ján Kocian                  | 22. Februar 2005 bis 30. Juni 2005      |
| Siegfried Vollrath     | 1. Juli 1971 bis 31. Juli 1973         | Pawel Dotschew              | 1. Juli 2005 bis 8. Februar 2008        |
| Gerhard Bäßler         | 1. August 1973 bis 30. Juni 1978       | Heiko Nowak                 | 9. Februar 2008 bis 19. Februar 2008    |
| Manfred Pfeifer        | 3. Juli 1978 bis 9. April 1982         | Karsten Baumann             | 20. Februar 2008 bis 28. April 2009     |
| Siegmar Menz           | 10. April 1982 bis 30. Juni 1984       | Henri Fuchs                 | 28. April 2009 bis 17. Juni 2009        |
| Hans Meyer             | 1. Juli 1984 bis 28. April 1987        | Rainer Hörgl                | 18. Juni 2009 bis 25. März 2010         |
| Manfred Pfeifer        | 29. April 1987 bis 30. Juni 1988       | Stefan Emmerling            | 30. März 2010 bis 25. August 2012       |
| Wilfried Gröbner       | 1. Juli 1988 bis 31. Dezember 1989     | Christian Preußer           | 26. August 2012 bis 9. September 2012   |
| Lothar Kurbjuweit      | 3. Januar 1990 bis 28. August 1991     | Alois Schwartz              | 10. September 2012 bis 30. Juni 2013    |
| Rüdiger Schnuphase     | 29. August 1991 bis 10. September 1991 | Walter Kogler               | 1. Juli 2013 bis 23. März 2015          |
| Josip Kuže             | 11. September 1991 bis 30. Juni 1992   | Christian Preußer           | 24. März 2015 bis 15. Dezember 2015     |
| Klaus Goldbach         | 1. Juli 1992 bis 18. August 1995       | Stefan Krämer               | 3. Januar 2016 bis 2. Oktober 2017      |
| Horst Kiesewetter      | 19. August 1995 bis 29. August 1995    | David Bergner               | 3. Oktober 2017 bis 20. November 2017   |
| Frank Engel            | 30. August 1995 bis 15. Mai 1997       | Stefan Emmerling            | 21. November 2017 bis 17. Mai 2018      |
| Hans-Günter Schröder   | 16. Mai 1997 bis 30. Juni 1997         | Thomas Brdarić              | 18. Juni 2018 bis 12. November 2019     |
| Rudi Gores             | 1. Juli 1997 bis 17. Juli 1997         | Robin Krüger                | 13. November 2019 bis 1. September 2020 |
| Jürgen Raab            | 18. Juli 1997 bis 25. April 2000       | Goran Miscevic, Manuel Rost | 8. September 2020 bis August 2021       |
| Frank Engel            | 26. April 2000 bis 25. November 2000   | Fabian Gerber               | seit August 2021                        |
| Hans-Ulrich Thomale    | 26. November 2000 bis 14. August 2001  |                             |                                         |
| Jens Große             | 15. August 2001 bis 8. Oktober 2002    |                             |                                         |
| Michael Feichtenbeiner | 9. Oktober 2002 bis 10. April 2003     |                             |                                         |

### Kader der Saison 2024/25
(Stand: 10. April 2025)
| Nr.        | Nat.        | Spieler              | Geboren       | Im Verein seit |
| ---------- | ----------- | -------------------- | ------------- | -------------- |
| Tor        |             |                      |               |                |
| 01         | Deutschland | Lorenz Otto          | 24. Jan. 2001 | 2024           |
| 20         | Deutschland | Pascal Manitz        | 20. Feb. 2005 | 2024           |
| 39         | Deutschland | Emmanuel Mensah      | 29. Okt. 2007 | 2024           |
| Abwehr     |             |                      |               |                |
| 02         | Deutschland | Ben-Luca Moritz      | 12. Apr. 2000 | 2022           |
| 06         | Deutschland | Maxime Awoudja       | 2. Feb. 1998  | 2024           |
| 16         | Deutschland | Pablo Santana Soares | 8. März 2002  | 2024           |
| 18         | Deutschland | Robbie Felßberg      | 17. Juli 2003 | 2022           |
| 21         | Deutschland | Robin Fabinski       | 26. Aug. 2003 | 2022           |
| 24         | Deutschland | Luca Florian         | 13. Juni 2006 | 2024           |
| 33         | Estland     | Artur Voilenko       | 17. Juni 2004 | 2025           |
| Mittelfeld |             |                      |               |                |
| 03         | Deutschland | Til Linus Schwarz    | 24. Sep. 1999 | 2020           |
| 10         | Deutschland | Marco Wolf           | 5. Feb. 2001  | 2024           |
| 25         | Deutschland | Gaoussou Dabo        | 6. Feb. 2005  | 2025           |
| 27         | Deutschland | Benny Boboy          | 27. Okt. 2004 | 2024           |
| 30         | Deutschland | Jeremiah Maluze      | 11. Nov. 2004 | 2024           |
| 34         | Japan       | Hinata Gonda         | 8. Mai 2002   | 2024           |
| Sturm      |             |                      |               |                |
| 07         | Deutschland | Andy Trübenbach      | 12. Juli 1991 | 2024           |
| 08         | Deutschland | Benjika Caciel       | 11. Juni 2001 | 2025           |
| 13         | Nigeria     | Obed Ugondu          | 22. Apr. 2002 | 2024           |
| 17         | Deutschland | Lars Kleiner         | 10. Nov. 2004 | 2024           |
| 19         | Turkei      | Ömer Uzun            | 23. Feb. 2000 | 2024           |
| 23         | Deutschland | Phillip Aboagye      | 16. Jan. 2000 | 2024           |
| 28         | Deutschland | Maxime Langner       | 1. Okt. 2004  | 2023           |
| 36         | Deutschland | Tino Kaufmann        | 21. Juni 2005 | 2025           |

## Zweite Mannschaft
Zu DDR-Zeiten spielte die zweite Mannschaft des FC Rot-Weiß Erfurt von 1967 bis 1969, 1972 bis 1975 und 1984 bis 1986 insgesamt sieben Spielzeiten lang in der damals zweitklassigen DDR-Liga und nahm mehrfach am FDGB-Pokal teil. 1970 erreichte das Team nach Siegen über Vorwärts Meiningen und Sachsenring Zwickau sogar das Achtelfinale, wo die Mannschaft jedoch gegen Vorwärts Berlin mit 0:3 unterlag.
Nach der Wende wurde die zweite Mannschaft in die Bezirksliga Westthüringen eingruppiert. 1993 stieg die Mannschaft in die fünftklassige Thüringenliga auf, wo sie in den folgenden elf Jahren ununterbrochen spielte. In der Saison 2004/05 wurde die Mannschaft Thüringenmeister und stieg damit in die NOFV-Oberliga Süd auf, wo das Team in der ersten Saison den siebten Platz belegte. Außerdem gewann die zweite Mannschaft 2005 den Thüringenpokal. Im Elfmeterschießen besiegten sie im Geraer Stadion der Freundschaft den FC Carl Zeiss Jena. Bereits im Vorjahr erreichte die Mannschaft das Endspiel des Landespokales, verlor dort jedoch ebenfalls gegen die Jenaer im Elfmeterschießen. In der ersten Runde des DFB-Pokals 2005/06 traf die Mannschaft auf den Bundesligisten Bayer 04 Leverkusen und unterlag dort mit 0:8. In ihrer zweiten Oberligasaison konnte die Mannschaft nicht an die Erfolge des Vorjahres anknüpfen und wurde abgeschlagen Letzter. Seit dem sofortigen Wiederaufstieg aus der Thüringenliga in der Saison 2007/08 spielte die zweite Mannschaft wieder in der Oberliga.
Die zweite Mannschaft wurde von 2001 bis Juni 2010 vom ehemaligen RWE-Spieler Albert Krebs trainiert und trug ihre Heimspiele im Erfurter Norden im Stadion an der Grubenstraße aus. In der Thüringenliga spielte die Mannschaft im Cyriaksgebreite bei der ega, der dortige Platz genügte aber nicht den Sicherheitsanforderungen für Oberligaspiele. Ab Sommer 2010 wurde die Mannschaft vom ehemaligen RWE-Spieler Piet Schönberg trainiert, der zur Winterpause der Saison 2013/14 von Carsten Hänsel abgelöst wurde.
Nach der Saison 2015/16 zog der Verein die Mannschaft zurück.

## Junioren
Der FC Rot-Weiß Erfurt unterhält eines von 58 DFB-Leistungszentren in Deutschland. Der Verein verfügt zudem über 34 Plätze für Nachwuchsspieler des dem Pierre-de-Coubertin Sportgymnasiums angeschlossenen Internats. Dies bietet die Möglichkeit, dass auch Talente aus entfernteren Gebieten frühzeitig an den Verein gebunden werden können. Insgesamt sind beim Verein über 150 Spieler der Altersklassen U10 bis U19 (ohne U18) im Nachwuchsbereich aktiv.
Aus der Jugendarbeit des Vereins gehen immer wieder Talente hervor, die den Sprung in die erste Mannschaft schaffen. Talente wie Clemens Fritz, Marco Engelhardt oder Kevin Möhwald gelang später auch der Sprung in die Bundesliga.
Sowohl die U17 als auch die U19 spielten bereits mehrere Spielzeiten in der jeweiligen Nachwuchs-Bundesliga. 2023/24 spielten beide Teams in der zweitklassigen Regionalliga. Da künftig alle A- und B-Junioren von Vereinen mit NLZ für die neuen DFB-Nachwuchsligen qualifiziert sind, steigen beide auf und spielen in der U17-DFB-Nachwuchsliga 2024/25 und U19-DFB-Nachwuchsliga 2024/25.

## Stadion
Der FC Rot-Weiß Erfurt trägt seine Heimspiele im Steigerwaldstadion aus, das sich im Erfurter Süden in unmittelbarer Nähe zur Gunda-Niemann-Stirnemann-Halle und dem Thüringer Landtag befindet. Das Stadion bietet seit dem Umbau 2014 bis 2016 Platz für 18.611 Zuschauer, davon sind 9495 Sitzplätze, 7509 Stehplätze davon 5422 Heim. 1210 Business-Plätze und 343 Premium-Plätze. 44 Rollstuhlfahrerplätze und 10 Sehbehindertenplätze.
Das Stadion wurde am 17. Mai 1931 als Daberstädter Schanze eröffnet und wenig später in Mitteldeutsche Kampfbahn umbenannt. Zu DDR-Zeiten hieß es Georgi-Dimitroff-Stadion, bevor es 1991 nach einer Bevölkerungsbefragung seinen heutigen Namen erhielt.
Das Stadion hat zahlreiche Leichtathletikanlagen, unter anderem eine 400-Meter-Tartanbahn und wird regelmäßig für nationale und internationale Leichtathletikwettkämpfe genutzt. Zu den deutschen Leichtathletik-Meisterschaften 1994 wurde eine neue Tribüne errichtet, welche Platz für 4000 Zuschauer bietet. Bis zum Jahr 2016 sollte das Steigerwaldstadion in eine moderne Multifunktionsarena umgebaut werden. Am 28. Oktober 2016 war die offizielle Abnahme durch die Stadt Erfurt.
Für die Saison 2020/21 in der Oberliga Nordost war zunächst geplant, das Steigerwaldstadion zu verlassen, und die Heimspiele im Stadion an der Grubenstraße mit 4000 Plätzen auszutragen. Dort spielte bis 2016 die zweite Mannschaft des Clubs. Nur zu wichtigen Begegnungen wollte man zum Steigerwald zurückkehren. Da das Stadion an der Grubenstraße jedoch die Hygiene-Auflagen des Nordostdeutschen Fußballverbandes nicht erfüllte, plante man auch das erste Heimspiel im Steigerwaldstadion zu spielen und entschloss sich letztlich dazu, weiterhin alle Spiele im traditionellen Heimstadion auszutragen.

## Fans

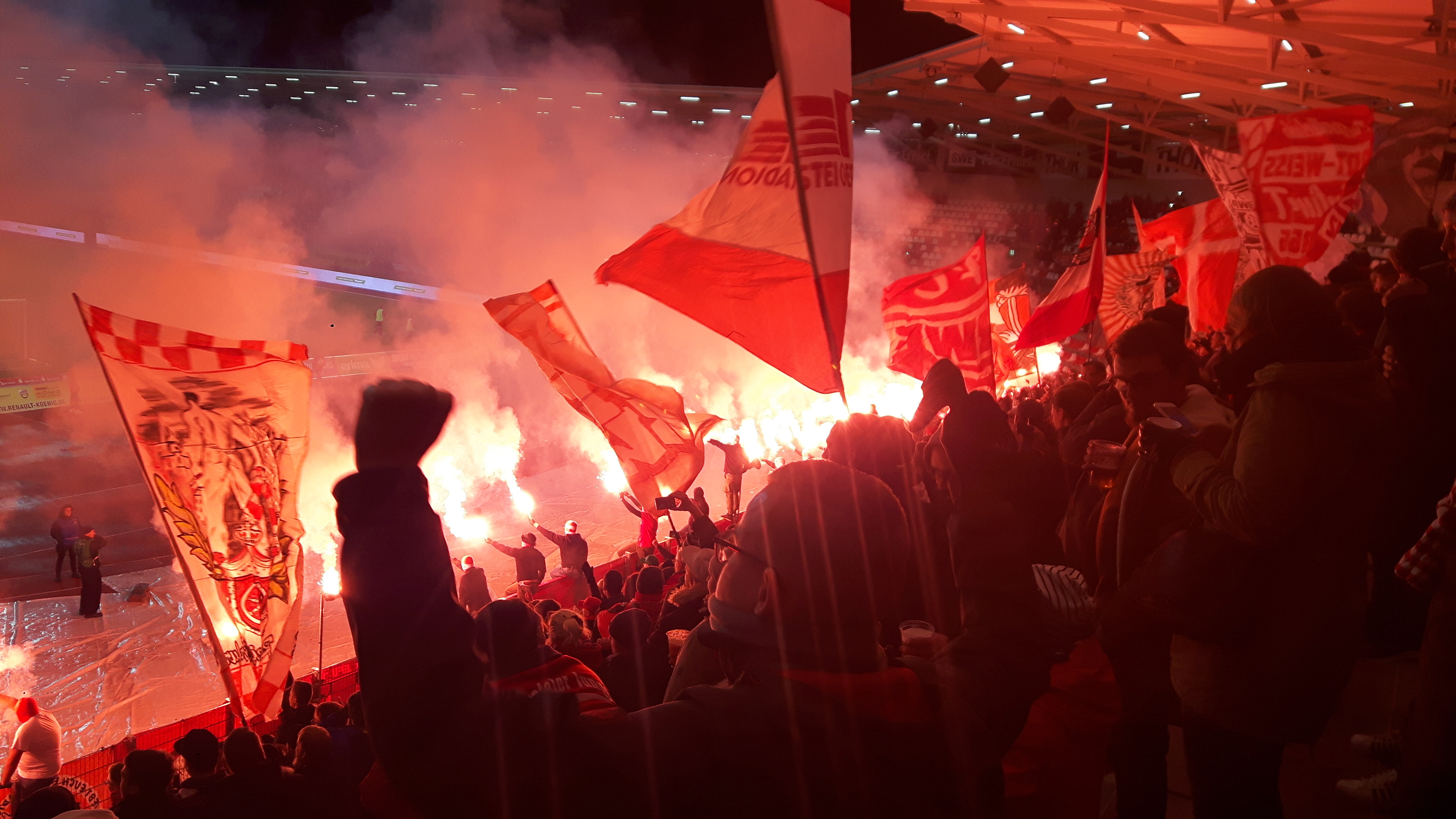
Fans des FC Rot-Weiß Erfurt in der „Steigerwaldkurve“ beim Abbrennen von Pyrotechnik bei einem Regionalligaspiel gegen Germania Halberstadt (2019).

Die Fans des FC Rot-Weiß Erfurt standen im alten Steigerwaldstadion in Block 3. Zur Saison 2012/13 etablierten die „Erfordia Ultras“ jedoch ein neues Stimmungszentrum auf der Haupttribüne in Block E2, da sie mit der Stimmung und der Zusammensetzung des alten Block 3 nicht zufrieden waren. Seitdem der Stadionumbau vollzogen wurde, befinden sich die „Erfordia Ultras“ in der „Steigerwaldkurve“ in den Blöcken R und S.
Der höchste Zuschauerschnitt in der Vereinsgeschichte wurde in der Saison 1953/54 erreicht, als durchschnittlich 22.714 Zuschauer die Spiele von Turbine Erfurt sahen. In den 1960er und 1970er Jahren pegelten sich die Besucherzahlen auf circa 11.000 Zuschauer pro Spiel ein. Ab Mitte der 1980er Jahre kamen immer weniger Zuschauer ins Steigerwaldstadion. Die Spiele in der letzten DDR-Oberligasaison sahen durchschnittlich nur noch 6815 Zuschauer, in der 2. Bundesliga 1991/92 kamen im Schnitt 2713 Leute. In den 1990er Jahren kamen meist deutlich weniger als 2000 Fans ins Stadion. Erst mit der Einführung der zweigleisigen Regionalliga im Jahr 2000 stiegen die Besucherzahlen auf durchschnittlich 4.000 Zuschauer pro Spiel an. In der 2. Bundesliga 2004/05 wurde mit 12.000 Zuschauern pro Spiel erstmals seit 1986 wieder ein fünfstelliger Zuschauerschnitt erreicht. Von 2008 bis 2018 spielte der RWE in der dritthöchsten Spielklasse im Deutschen Fußball und lockte durchschnittlich um die 5600 Zuschauer pro Spieltag in das Stadion.

### Fanfreundschaften
Eine feste Fanfreundschaft besteht mit den Anhängern des FC Groningen. Darüber hinaus pflegt die Ultragruppierung des Vereins Erfordia Ultras freundschaftliche Beziehungen zu Fans des Halleschen FC sowie zu Unione Sportiva Massese 1919. 
Parallel dazu pflegen Erfurter Hooligans Freundschaften mit Lokomotive Leipzig und den Ultras des bulgarischen Fußballvereins ZSKA Sofia. 

### Rivalität
Eine große Rivalität besteht zu den Fans des thüringischen Konkurrenten FC Carl Zeiss Jena. Die Städte Erfurt und Jena trennen per Luftlinie etwa 40 Kilometer. Angefangen hat die Rivalität schon zu DDR-Zeiten und hatte mit hoher Wahrscheinlichkeit seinen Beginn im Jahr 1959. Am letzten Spieltag empfing der FC Carl Zeiss die Mannschaft vom SC Einheit Dresden. Jena war auf dem vierten Platz und Dresden auf dem 12. und damit ersten Nichtabstiegsplatz der Oberliga. Der damalige SC Turbine empfing als 13. und damit Vorletzter den Tabellenzweiten FC Vorwärts Berlin. Berlin hatte durch den am Tag zuvor bei Chemie Leipzig mit 2:0 siegreichen neuen Meister Wismut Aue keine Chance mehr auf den Titel. Erfurt musste für den Klassenerhalt Berlin schlagen und war auf Jenaer Schützenhilfe gegen Dresden angewiesen. Erfurt gewann 3:2. Sollte das Spiel in Jena unentschieden ausgehen, hätte es für Erfurt zum Klassenerhalt gereicht. Dresden gewann jedoch überraschend 1:0 bei den heimstarken Jenaern. Es war Dresdens einziger Auswärtssieg der Saison und seitens der Erfurter wurden Vorwürfe, die Jenaer hätten das Spiel „hergeschenkt“, laut. Später wurde die Rivalität verstärkt durch die Delegierung von Leistungsträgern wie Rüdiger Schnuphase und Lutz Lindemann in Richtung Jena.
In der Saison 2008/09 waren beim Thüringen-Derby im Steigerwaldstadion in Erfurt laut DFB „rassistische Rufe und Sprechchöre“ zu hören. Daraufhin fand das folgende Heimspiel auf Anordnung des DFB-Sportgerichts unter Ausschluss der Öffentlichkeit statt.
Aus Kostengründen wurde von politischer Seite angeregt, dass Rot-Weiß Erfurt und Carl Zeiss Jena ein gemeinsames neues Stadion in Weimar erhalten könnten. Weimar befindet sich entlang der Thüringer Städtekette mittig jeweils 20 Kilometer von den beiden Städten entfernt. Die Vorschläge wurden unter Protesten der Fanszenen abgelehnt und beide Vereine erhielten eigene Neu- bzw. Umbauten ihrer Stadien.

## Erläuterungen zu den Saisontabellen
1. ↑  Spielbetrieb wegen Zahlungsunfähigkeit eingestellt

VSG Altglienicke |
SV Babelsberg 03 |
BFC Dynamo |
BFC Preussen |
Hertha BSC II |
Chemnitzer FC |
FC Eilenburg |
FC Rot-Weiß Erfurt |
Greifswalder FC |
Hallescher FC |
FC Carl Zeiss Jena |
1. FC Magdeburg II |
BSG Chemie Leipzig |
1. FC Lokomotive Leipzig |
FSV 63 Luckenwalde |
ZFC Meuselwitz |
Hertha 03 Zehlendorf |
FSV Zwickau